# Nazionale maschile under 19 di football americano della Serbia
La Nazionale maschile under-19 di football americano della Serbia è la selezione maschile di football americano della SAAF, che rappresenta la Serbia nelle varie competizioni ufficiali o amichevoli riservate a squadre nazionali Under-19.

## Risultati
Legenda: Grassetto: Risultato migliore, Corsivo: Mancate partecipazioni

## Dettaglio stagioni

### Amichevoli
| Stagione | Vin | Par | Per | Tot | PF | PS | avversaria    |
| -------- | --- | --- | --- | --- | -- | -- | ------------- |
| 2011     | 0   | 0   | 1   | 1   | 0  | 57 | Austria U-19  |
| 2016     | 1   | 0   | 0   | 1   | 48 | 7  | Slovenia U-19 |
| Totale   | 1   | 0   | 1   | 2   | 48 | 64 |               |

### Tornei

#### Campionato europeo

##### Qualificazioni
| Stagione | regular season | regular season | regular season | regular season | regular season | regular season | playoff | playoff | playoff | playoff | playoff | playoff   | playoff          |
|          | Vin            | Par            | Per            | Tot            | PF             | PS             | Vin     | Per     | Tot     | PF      | PS      | risultato | avversaria       |
| -------- | -------------- | -------------- | -------------- | -------------- | -------------- | -------------- | ------- | ------- | ------- | ------- | ------- | --------- | ---------------- |
| 2010     | -              | -              | -              | -              | -              | -              | 2       | 0       | 2       | 41      | 27      |           | Paesi Bassi U-19 |
| 2011     | -              | -              | -              | -              | -              | -              | 0       | 1       | 1       | 0       | 36      |           | Francia U-19     |
| 2012     | -              | -              | -              | -              | -              | -              | 1       | 1       | 2       | 28      | 17      |           | Paesi Bassi U-19 |
| 2015     | -              | -              | -              | -              | -              | -              | 1       | 1       | 2       | 3       | 49      |           | Francia U-19     |
| 2017     | -              | -              | -              | -              | -              | -              | 0       | 1       | 1       | 6       | 7       |           | Italia U-19      |
| Totale   | -              | -              | -              | -              | -              | -              | 4       | 4       | 8       | 78      | 136     |           |                  |

Fonte: britballnow.co.uk

### Riepilogo partite disputate
| Anno           | Luogo        | Evento      | Fase del torneo                    | Incontro                         | Risultato |
| 2010           | Kragujevac   | Europeo     | Qualificazioni                     | Serbia U-19 - Gran Bretagna U-19 | 13 - 12   |
| 2010           | Kragujevac   | Europeo     | Qualificazioni                     | Serbia U-19 - Paesi Bassi U-19   | 28 - 15   |
| 2011           | Vienna       | Amichevole  |                                    | Austria U-19 - Serbia U-19       | 57 - 0    |
| 23 aprile 2011 | La Courneuve | Europeo     | Qualificazioni                     | Francia U-19 - Serbia U-19       | 36 - 0    |
| 2012           | Roma         | Europeo     | Qualificazioni                     | Serbia U-19 - Gran Bretagna U-19 | 21 - 3    |
| 2012           | Roma         | Europeo     | Qualificazioni - Finale (1º turno) | Serbia U-19 - Paesi Bassi U-19   | 7 - 14    |
| 2015           | Pessac       | Europeo     | Qualificazioni                     | Paesi Bassi U-19 - Serbia U-19   | 0 - 3     |
| 2015           | Pessac       | Europeo     | Qualificazioni                     | Francia U-19 - Serbia U-19       | 49 - 0    |
| 2016           | Sombor       | Balkan Bowl |                                    | Serbia U-19 - Slovenia U-19      | 48 - 7    |
| 6 maggio 2017  | Belgrado     | Europeo     | Qualificazioni                     | Serbia U-19 - Italia U-19        | 6 - 7     |

## Confronti con le altre Nazionali
Questi sono i saldi della Serbia nei confronti delle Nazionali incontrate.

### Saldo positivo
| Nazionale          | Giocate | Vinte | Pareggiate | Perse | PF | PS | Ultima vittoria | Ultimo pari | Ultima sconfitta |
| ------------------ | ------- | ----- | ---------- | ----- | -- | -- | --------------- | ----------- | ---------------- |
| Gran Bretagna U-19 | 2       | 2     | 0          | 0     | 34 | 15 | 2012            | -           | -                |
| Slovenia U-19      | 1       | 1     | 0          | 0     | 48 | 7  | 2016            | -           | -                |
| Paesi Bassi U-19   | 3       | 2     | 0          | 1     | 38 | 29 | 2015            | -           | 2012             |

### Saldo negativo
| Nazionale    | Giocate | Vinte | Pareggiate | Perse | PF | PS | Ultima vittoria | Ultimo pari | Ultima sconfitta |
| ------------ | ------- | ----- | ---------- | ----- | -- | -- | --------------- | ----------- | ---------------- |
| Italia U-19  | 1       | 0     | 0          | 1     | 6  | 7  | -               | -           | 2017             |
| Austria U-19 | 1       | 0     | 0          | 1     | 0  | 57 | -               | -           | 2011             |
| Francia U-19 | 2       | 0     | 0          | 2     | 0  | 85 | -               | -           | 2015             |

## Roster storici
| Roster della Serbia - qualificazioni europee 2010 |
| --- |
| Quarterback - Vojislav Milenković - Strahinja Stepović Running Back - Marko Baković - Stefan Dedić - Kristijan Zabunović - Uroš Jovanović - Đorđe Topalović - Ognjen Ilić Wide Receiver - Petar Goić - Ivan Ilijevski - Ivan Pavlović - Stanko Kasalović - Ivan Todorović - Dušan Ćurčić Offensive Linemen - Mladen Stojanović - Nikola Stevanović - Milan Pavlović - Miloš Gemaljević - Ilija Veselinović - Uroš Vuković - Marko Vasović - Dejan Janković - Aleksandar Savković Defensive Linemen - Milorad Novaković - Andrej Georgijevski - Luka Maksimović - Stefan Spasić - Uroš Leskovac - Ivan Beloica - Nikola Mitrović - Željko Terzić Linebacker - Nemanja Lazarević - Gavrilo Maksimović - Slobodan Protić - Miloš Josović - Luka Škorić - Filip Josipović Defensive Back - Ivan Radojičić - Luka Armuš - Lazar Bogićević - Nikola Baroš - Igor Srbulović - Nenad Radović - Dušan Džodić - Nemanja Bošković Special Team Roster aggiornato al 9 maggio 2025 |